# Ringling Brothers Circus

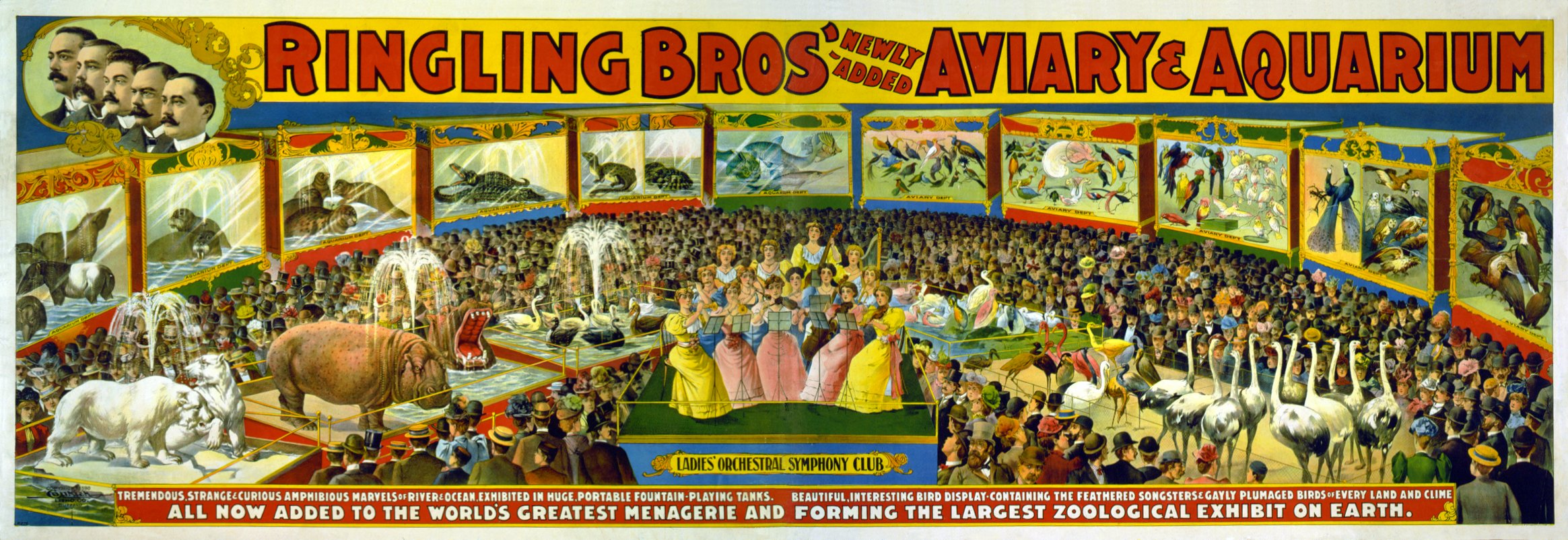
Affisch från 1898

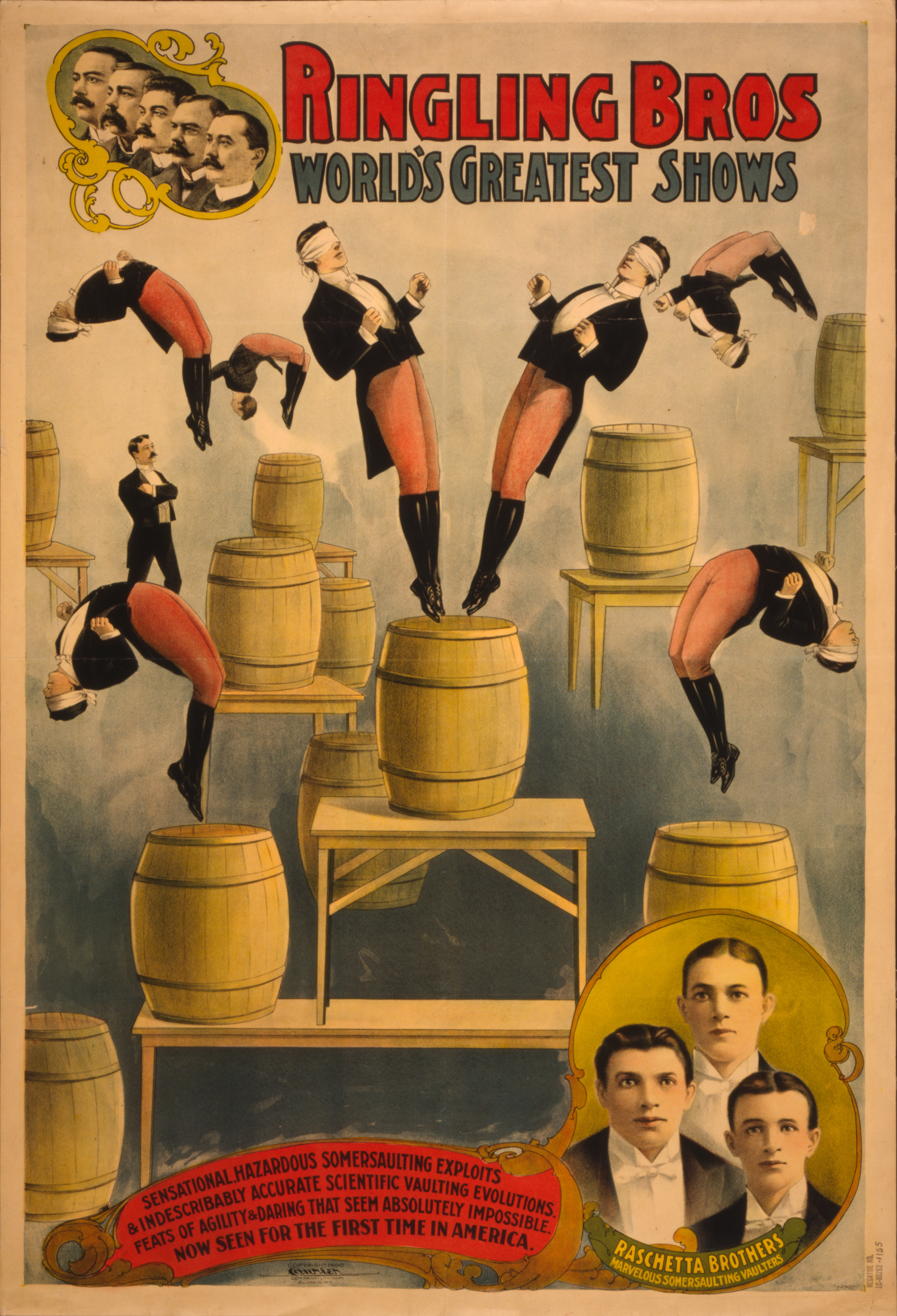
Affisch från 1900

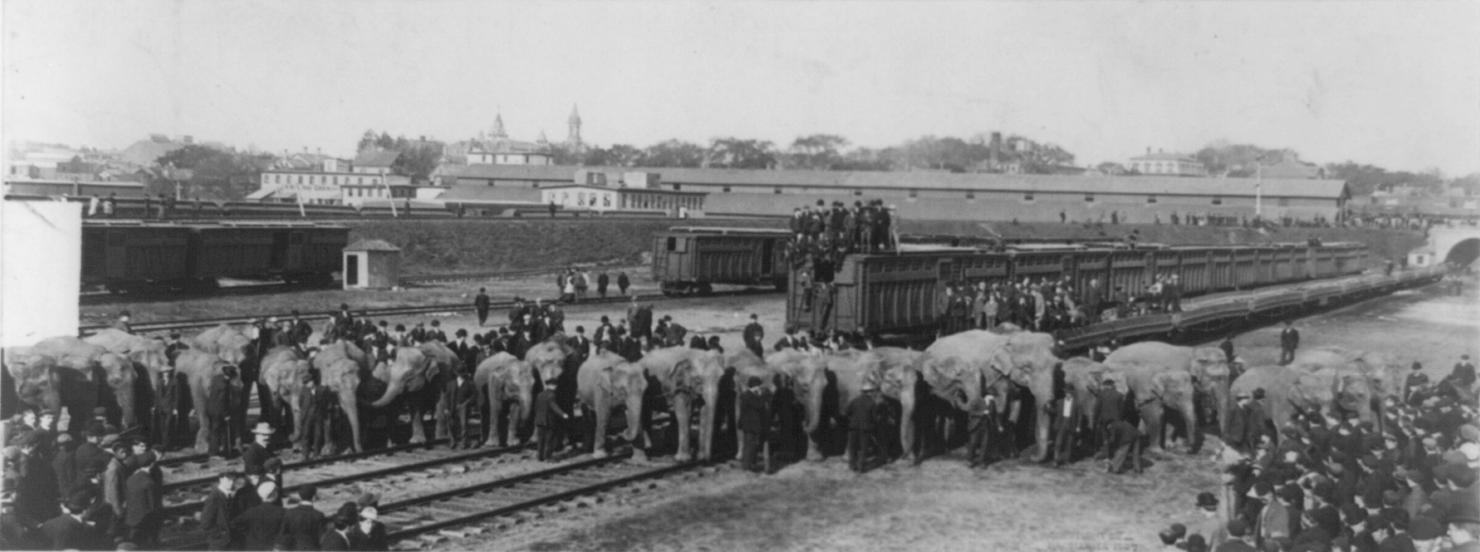
Ringling Brothers Circus tåg och elefanter 1907

Ringling Brothers Circus var en cirkus som bildades 1884 i USA av bröderna Albert (1852-1916), August (1854-1907), Alfred T. (1862-1919), Charles (1864-1926), John (1866-1936), och Henry (1869-1918). 1907 köpte bröderna Barnum & Bailey Circus, ett år efter ägaren James A. Bailey's död. Cirkusarna bedrevs separata till 1919 då de slogs samman och blev Ringling Brothers and Barnum and Bailey Circus. Cirkusen köptes av Feld Entertainment år 1967. År 2017 lades cirkusen ned. År 2021 meddelade Feld Entertainment att cirkusen skulle startas igen, sent i november 2023, utan djurakter.